# Schloss Bruckberg (Niederbayern)

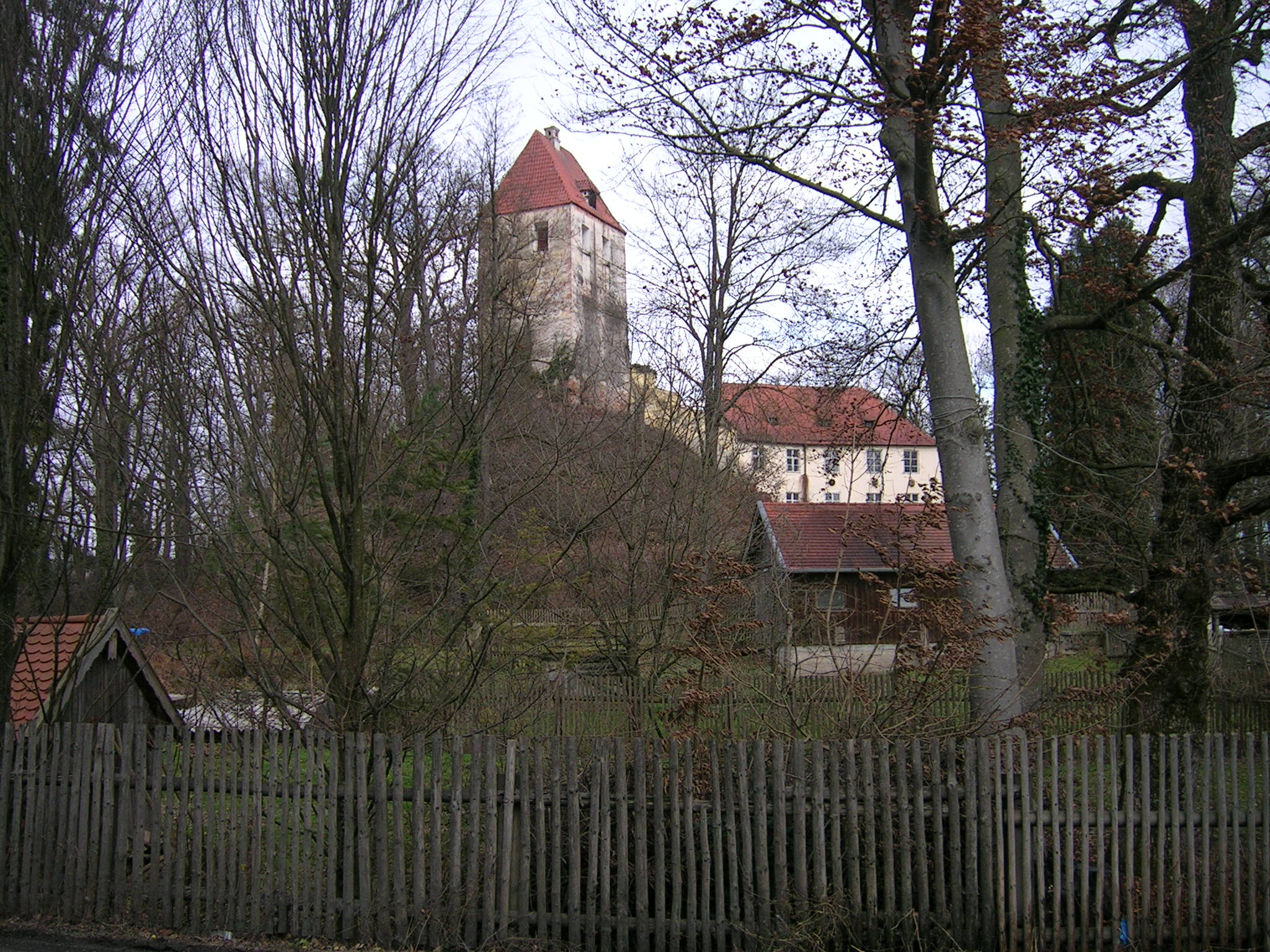
Schloss Bruckberg im Jahr 2012

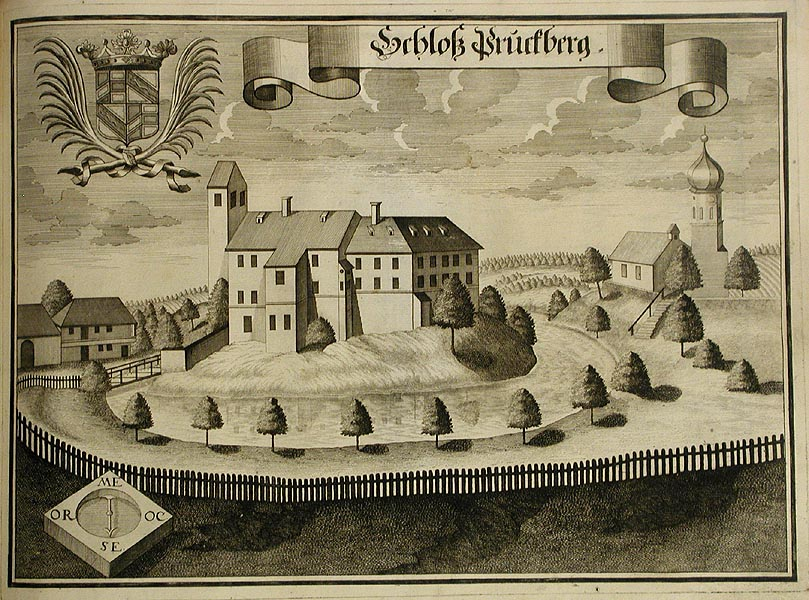
Schloss Pruckberg im 18. Jahrhundert (nach Michael Wening)

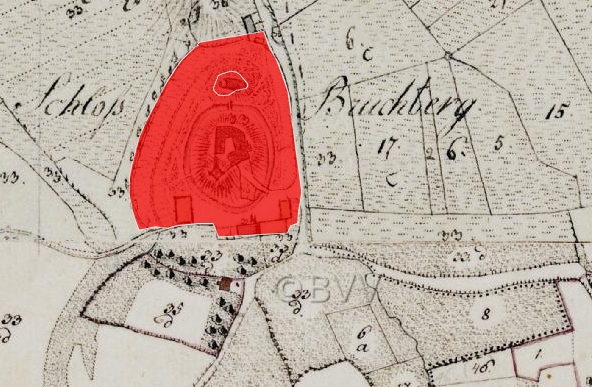
Lageplan von Schloss Bruckberg auf dem Urkataster von Bayern

Schloss Bruckberg ist ein in Bruckberg (Niederbayern) gelegenes Schloss. Die Hauptgebäude sind eine unregelmäßige Vierflügelanlage um einen engen Hof aus dem 17. Jahrhundert. Ein Bergfried mit Zeltdach ist höher gelegen und nur mit einer Mauer mit den Hauptgebäuden verbunden.

## Geschichte
Im Jahre 880 machte der spätere Kaiser Arnulf von Kärnten dem Grafen Sighart von Ebersberg eine Schenkung in Bruckberg, die Villa Berga. Im 11. Jahrhundert baute ein Verwandter des Grafengeschlechts von Moosburg-Roning-Rottenburg eine Burg. Sie diente wohl zum Schutz eines 1377 erwähnten Isarüberganges.
Vom 12. bis Mitte des 14. Jahrhunderts war die Burg im Besitz des einflussreichen Ortsadelsgeschlechts der Bruckberger, danach wechselte das Schloss oft den Besitzer. Zur Zeit Heinrich des Löwen wurden hier wiederholt Gerichtstage abgehalten. Die Obmannschaft Bruckberg unterstand in herzoglich-kurbayerischer Zeit der Herrschaft Isareck im Landgericht Moosburg. Im Dreißigjährigen Krieg wurde Bruckberg fast völlig durch die Schweden zerstört. 1770 brannte ein großer Teil des Schlosses ab. Es wurde kurz danach wiederhergestellt. Einer der zwei Wassergräben wurde um 1780 trockengelegt.
Seit 1826 waren die Freiherrn von Schacky Besitzer des Schlosses. Heute ist das Schloss Eigentum der Freiherrn von Schmysingk genannt Korff.